# German Open 1971
Die German Open 1971 im Badminton fanden 6. bis zum 7. März 1971 in Oberhausen statt. Es war die 16. Auflage des Turniers.

## Sieger und Platzierte
| Disziplin    | Gold                          | Silber                                 | Bronze                                  |
| ------------ | ----------------------------- | -------------------------------------- | --------------------------------------- |
| Herreneinzel | Sture Johnsson                | Jørgen Mortensen                       | Kurt Johnsson                           |
| Herreneinzel | Sture Johnsson                | Jørgen Mortensen                       | Wolfgang Bochow                         |
| Dameneinzel  | Eva Twedberg                  | Irmgard Gerlatzka                      | Gillian Gilks                           |
| Dameneinzel  | Eva Twedberg                  | Irmgard Gerlatzka                      | Gudrun Ziebold                          |
| Herrendoppel | Punch Gunalan Ng Boon Bee     | Roland Maywald Willi Braun             | Derek Talbot Elliot Stuart              |
| Herrendoppel | Punch Gunalan Ng Boon Bee     | Roland Maywald Willi Braun             | Gerhard Kucki Karl-Heinz Garbers        |
| Damendoppel  | Anne Flindt Pernille Kaagaard | Joke van Beusekom Agnes van der Meulen | Margaret Beck Gillian Gilks             |
| Damendoppel  | Anne Flindt Pernille Kaagaard | Joke van Beusekom Agnes van der Meulen | Karin Dittberner Karin aus dem Siepen   |
| Mixed        | Derek Talbot Gillian Gilks    | Wolfgang Bochow Kay Nesbit             | Karl-Heinz Garbers Karin aus dem Siepen |
| Mixed        | Derek Talbot Gillian Gilks    | Wolfgang Bochow Kay Nesbit             | Gert Perneklo Eva Twedberg              |

## Finalergebnisse
| Disziplin    | Sieger                        | Finalist                               | Ergebnis    |
| ------------ | ----------------------------- | -------------------------------------- | ----------- |
| Herreneinzel | Sture Johnsson                | Jørgen Mortensen                       | 18-15, 15-5 |
| Dameneinzel  | Eva Twedberg                  | Irmgard Gerlatzka                      | 11-3, 11-4  |
| Herrendoppel | Punch Gunalan Ng Boon Bee     | Roland Maywald Willi Braun             | 15-12, 15-8 |
| Damendoppel  | Anne Flindt Pernille Kaagaard | Joke van Beusekom Agnes van der Meulen | 15-10, 15-8 |
| Mixed        | Derek Talbot Gillian Gilks    | Wolfgang Bochow Kay Nesbit             | 15-8, 15-10 |

## Referenzen
- https://www.german-open-badminton.de
- Federball 12 (1971) (4), S. 9.